# Kościół Nawiedzenia Najświętszej Maryi Panny w Bielawach
Kościół Nawiedzenia Najświętszej Maryi Panny – rzymskokatolicki kościół parafialny w Bielawach, należący do dekanatu Piątek diecezji łowickiej.
Obecna świątynia to budowla trójnawowa, orientowana, wybudowana w pierwszej połowie XV wieku w stylu gotyku nadwiślańskiego (według niektórych źródeł w 1403 roku ukończono budowę kościoła). Świątynia składa się z dwuprzęsłowego wielobocznie zamkniętego prezbiterium i pięcioprzęsłowych naw. Gotyckie ostrołukowe arkady między nawami opierają się na prostokątnych filarach. W czasie remontu wykonanego w latach 1929–1930 zostało założone w świątyni murowane sklepienie krzyżowo-żebrowe, a także zostały dobudowane kruchty i chór muzyczny. W 1932 roku została wykonana polichromia przez Zofię Baudouin de Courtenay. Na zewnątrz budowla wzmocniona jest przyporami. Szczyt zachodni kościoła jest ozdobiony blendami i podzielony lizenami. We wnętrzu budowli są umieszczone trzy ołtarze z XVIII wieku. W ołtarzu głównym znajduje się otaczany czcią obraz Matki Boskiej z Dzieciątkiem.